# Onyx Grand Prix
Pour les articles homonymes, voir Onyx.
Onyx, qui deviendra plus tard Monteverdi est une ancienne écurie de sport automobile anglaise qui a disputé en 1989 et en 1990 le championnat du monde de Formule 1. En 17 Grands Prix, Onyx-Monteverdi a inscrit un total de 6 points et décroché un podium (Johansson troisième du Grand Prix automobile du Portugal 1989 à Estoril).

## La période Onyx
Mike Earle réalise son rêve en 1979 lorsqu'il crée son écurie de course automobile qui va notamment s'illustrer en Formule 3000 avec des pilotes tels que Michel Ferté et Emanuele Pirro, respectivement cinquième et troisième des championnats 1985 et 1986, et Pierre-Henri Raphanel avant de connaître la consécration 1987 avec Stefano Modena. Soutenu par Marlboro, le pilote italien remporte le championnat intercontinental. 
Earle prévoit alors de monter en Formule 1 dès l'année suivante, en confiant un volant au pilote italien mais le projet doit être différé et Modena, qui vient de disputer le Grand Prix d'Australie 1987 chez Brabham, remplaçant au pied levé son compatriote Riccardo Patrese parti chez Williams, commence sa carrière chez Eurobrun Racing. Mike Earle décide alors de rempiler en Formule 3000 en alignant deux March confiées à Volker Weidler et Alfonso de Vinuesa qui sera plus tard remplacé par Russell Spence. Earle, toujours tourné vers la formule supérieure ne cherche pas à faire progresser, contrairement au First Racing seule autre équipe de pointe à utiliser une March, une monoplace rétive particulièrement difficile à mettre au point et les résultats sont loin d'être comparables à ceux de 1987, Weidler n'obtenant pour meilleur résultat qu'une quatrième place sur le circuit urbain de Birmingham.
Earle confie l'étude de sa future monoplace de Formule 1 à Alan Jenkins qui travaillait précédemment chez McLaren Racing et chez Spirit Racing. La monoplace est propulsée par un Cosworth V8 DFR et possède une boîte de vitesses transversale. Onyx engage deux voitures en championnat du monde, la première pour Stefan Johansson recommandé par Jenkins qui le connaissait du temps de l'aventure Spirit, l'autre pour Bertrand Gachot. Le budget étant en partie fourni par Marlboro, Onyx peut débuter sereinement en Formule 1.
La saison 1989 commence difficilement pour la jeune écurie : les monoplaces sont trop neuves, trop fragiles et cassent à tout va, non sans dévoiler toutefois leurs immenses possibilités. Johansson sort ses griffes au Grand Prix de Monaco lors de la séance de préqualification puis qualifie enfin l'Onyx au Grand Prix du Mexique. Au Grand Prix de France, pour la première fois de la saison les deux monoplaces sont qualifiées et les bons résultats arrivent puisque Johansson décroche les deux points de la cinquième place tandis que Gachot termine le premier Grand Prix auquel il participe.
En coulisses, la situation est autre. Earle a vendu la majorité de ses parts de l'écurie au fantasque patron de Moneytron, Jean-Pierre van Rossem. Celui-ci, avec la complicité de Jenkins et Earle décide de limoger Gachot au Grand Prix du Portugal pour le remplacer par le Finlandais JJ Lehto, pilote évoluant en F3000 pour le compte du Pacific Racing également soutenu par Marlboro. Van Rossem se fait fort de disposer du moteur Porsche V12 pour la saison suivante mais ne voyant rien venir de concret et lassé des extravagances de van Rossem, Earle quitte l'écurie qu'il avait créée. Les Onyx s'illustrent sur la piste, Johansson signe notamment un podium retentissant au Grand Prix du Portugal. Elles décrochent finalement six points pour l'exercice 1989.
Au début de 1990, la jeune écurie écurie Onyx qui n'a qu'un an d'existence, reste dans les esprits des amateurs de Formule 1 comme la plus belle révélation de la saison écoulée : 6 points lors de l'exercice 1989 et la 10e place du championnat constructeur. Van Rossem annonce toutefois qu'il retire son équipe du championnat du monde de Formule 1 : en effet Porsche a préféré fournir ses moteurs à Footwork Racing alors que van Rossem pensait détenir une option morale pour en disposer. Finalement l'écurie repart avec des moteurs Ford sur des châssis de l'année précédente (ORE-1). Aucune monoplace ne parvient à se qualifier aux Grands Prix des États-Unis et du Brésil. Pour enfoncer le clou, le fantasque milliardaire propriétaire de l'équipe perd sa fortune dans d'obscurs problèmes liés à des droits de succession lors du décès de son épouse. Privé de ressources, van Rossem est contraint de cesser son activité en Formule 1. Onyx connaît alors une période d'agitation et d'incertitudes où personne n'ose spéculer sur une disparition pure et simple de l'écurie ou sur un rachat éventuel. 
L'écurie est finalement reprise par le consortium japonais Middlebridge qui veut profiter de la vitrine médiatique de la Formule 1 pour se faire connaître dans le monde entier. À la suite de cet achat quasi impulsif d'Onyx, Middlebridge rachète aussi Brabham Racing Organisation qui, du fait de son passé en Formule 1, a une plus grande notoriété qu'Onyx. Middlebridge brade alors Onyx au plus offrant, en l'occurrence le milliardaire suisse Peter Monteverdi (qui fut également artisan-constructeur de limousines de grand luxe dans les années 1970/1980) et à son associé Karl Foitek, le père du pilote Gregor Foitek immédiatement installé dans le baquet de l'Onyx.

## Monteverdi: naissance et mort express...

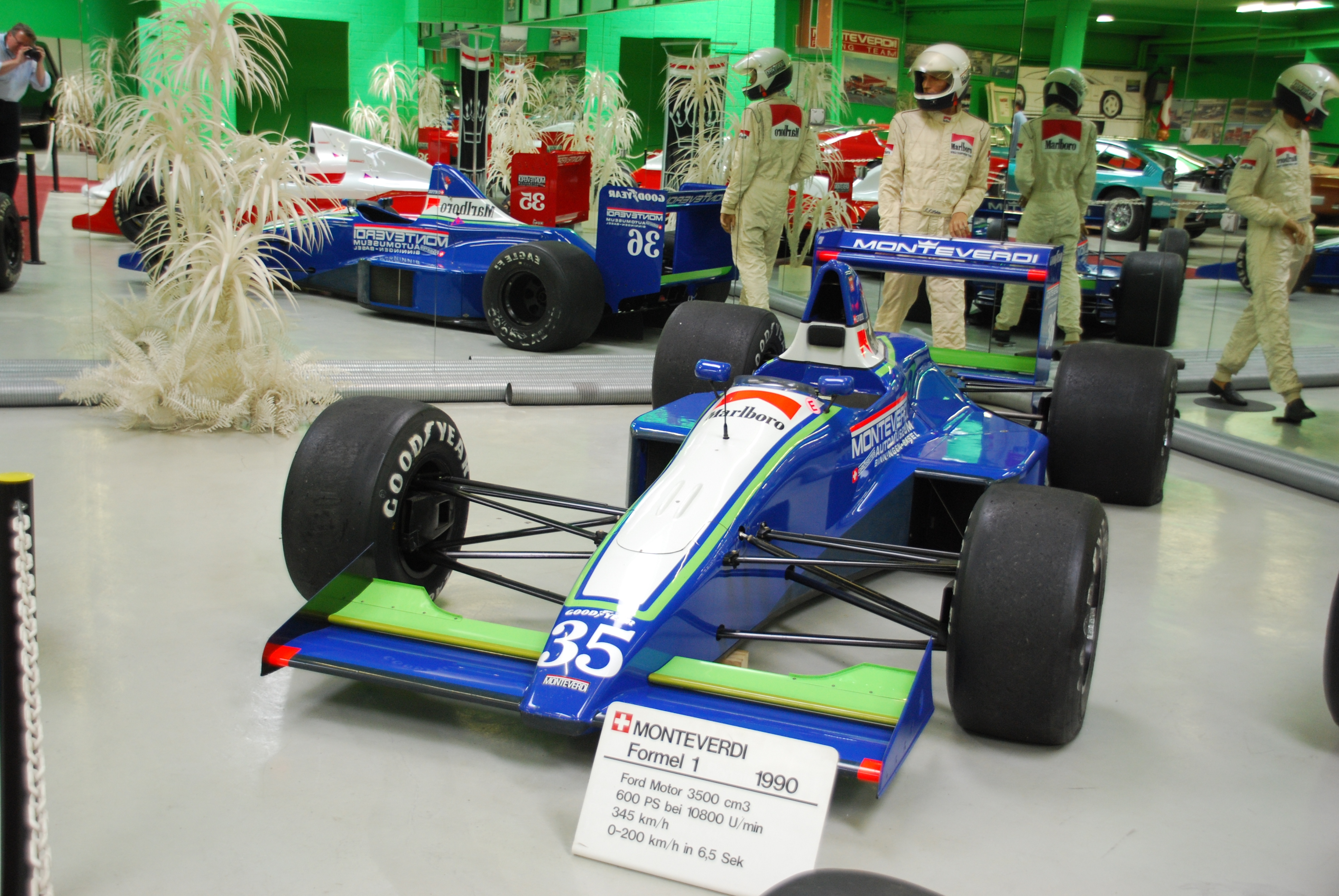
Onyx Monteverdi ORE1B

Si l'écurie est sauvée, elle ne retrouve pas sa sérénité surtout lorsque Monteverdi rengage des ingénieurs limogés sur demande d'Alan Jenkins. Cette prise de position du nouveau patron provoque le départ de l'ingénieur en chef et du pilote Stefan Johansson remplacé par Gregor Foitek à Imola. Monteverdi assure seul la direction technique de l'équipe et lors du Grand Prix, Foitek et JJ Lehto sont contraints à l'abandon. Si Foitek réussit l'exploit de se hisser à la septième place à Monaco et termine quinzième au Mexique, les monoplaces ne se qualifient ni au Canada, ni en France ni en Angleterre.
Peter Monteverdi rebaptise l'écurie Monteverdi à partir du Grand Prix d'Allemagne (le seul Grand Prix où une Monteverdi sera présente sur la grille de départ). Dès la course suivante en Hongrie, les pilotes, dont Foitek, pourtant fils de l'associé de Monteverdi, refusent de conduire des monoplaces qu'ils jugent, à juste titre, dangereuses car les pièces d'usure ne sont plus remplacées faute de moyens. 
Au Grand Prix de Belgique, l'écurie annonce qu'elle se retire, avec quatre millions de dettes à l'égard de Goodyear, son fournisseur de pneumatiques. La disparition d'Onyx-Monteverdi est d'autant plus regrettable que l'équipe avait franchi tous les écueils de la F1 des années 1980-1990 : passer les pré-qualifications, se qualifier, terminer les courses, marquer des points et échapper aux pré-qualifications.

## Résultats en championnat du monde de Formule 1
| Saison | Écurie                      | Châssis                | Moteur           | Pneus    | Pilotes                                   | Grands Prix disputés | Points inscrits | Classement |
| ------ | --------------------------- | ---------------------- | ---------------- | -------- | ----------------------------------------- | -------------------- | --------------- | ---------- |
| 1989   | Moneytron Onyx Formula One  | Onyx ORE-1             | Ford-Cosworth V8 | Goodyear | JJ Lehto Stefan Johansson Bertrand Gachot | 12                   | 6               | 10e        |
| 1990   | Moneytron Onyx Formula One  | Onyx ORE-1 Onyx ORE-1B | Ford-Cosworth V8 | Goodyear | JJ Lehto Stefan Johansson Gregor Foitek   | 4                    | 0               | Non classé |
| 1990   | Monteverdi Onyx Formula One | Monteverdi ORE-1B      | Ford-Cosworth V8 | Goodyear | JJ Lehto Gregor Foitek                    | 1                    | 0               | Non classé |

| Saison | Écurie                                                 | Châssis                                  | Moteur           | Pneumatiques | Pilotes          | Courses | Courses | Courses | Courses | Courses | Courses | Courses | Courses | Courses | Courses | Courses | Courses | Courses | Courses | Courses | Courses | Points inscrits | Classement |
| Saison | Écurie                                                 | Châssis                                  | Moteur           | Pneumatiques | Pilotes          | 1       | 2       | 3       | 4       | 5       | 6       | 7       | 8       | 9       | 10      | 11      | 12      | 13      | 14      | 15      | 16      | Points inscrits | Classement |
| ------ | ------------------------------------------------------ | ---------------------------------------- | ---------------- | ------------ | ---------------- | ------- | ------- | ------- | ------- | ------- | ------- | ------- | ------- | ------- | ------- | ------- | ------- | ------- | ------- | ------- | ------- | --------------- | ---------- |
| 1989   | Moneytron Onyx Formula One                             | Onyx ORE-1                               | Ford-Cosworth V8 | Goodyear     |                  | BRÉ     | SMR     | MON     | MEX     | USA     | CAN     | FRA     | GBR     | ALL     | HON     | BEL     | ITA     | POR     | ESP     | JAP     | AUS     | 6               | 10e        |
| 1989   | Moneytron Onyx Formula One                             | Onyx ORE-1                               | Ford-Cosworth V8 | Goodyear     | Stefan Johansson | Npq     | Npq     | Npq     | Abd     | Abd     | Dsq     | 5e      | Npq     | Abd     | Abd     | 8e      | Npq     | 3e      | Npq     | Npq     | Npq     | 6               | 10e        |
| 1989   | Moneytron Onyx Formula One                             | Onyx ORE-1                               | Ford-Cosworth V8 | Goodyear     | Bertrand Gachot  | Npq     | Npq     | Npq     | Npq     | Npq     | Npq     | 13e     | 12e     | Nq      | Abd     | Abd     | Abd     |         |         |         |         | 6               | 10e        |
| 1989   | Moneytron Onyx Formula One                             | Onyx ORE-1                               | Ford-Cosworth V8 | Goodyear     | JJ Lehto         |         |         |         |         |         |         |         |         |         |         |         |         | Npq     | Abd     | Npq     | Abd     | 6               | 10e        |
| 1990   | Moneytron Onyx Formula One Monteverdi Onyx Formula One | Onyx ORE-1 Onyx ORE-1B Monteverdi ORE-1B | Ford-Cosworth V8 | Goodyear     |                  | USA     | BRÉ     | SMR     | MON     | CAN     | MEX     | FRA     | GBR     | ALL     | HON     | BEL     | ITA     | POR     | ESP     | JAP     | AUS     | 0               | Non classé |
| 1990   | Moneytron Onyx Formula One Monteverdi Onyx Formula One | Onyx ORE-1 Onyx ORE-1B Monteverdi ORE-1B | Ford-Cosworth V8 | Goodyear     | Stefan Johansson | Nq      | Nq      |         |         |         |         |         |         |         |         |         |         |         |         |         |         | 0               | Non classé |
| 1990   | Moneytron Onyx Formula One Monteverdi Onyx Formula One | Onyx ORE-1 Onyx ORE-1B Monteverdi ORE-1B | Ford-Cosworth V8 | Goodyear     | Gregor Foitek    |         |         | Abd     | 7e      | Abd     | 15e     | Nq      | Nq      | Abd     | Nq      |         |         |         |         |         |         | 0               | Non classé |
| 1990   | Moneytron Onyx Formula One Monteverdi Onyx Formula One | Onyx ORE-1 Onyx ORE-1B Monteverdi ORE-1B | Ford-Cosworth V8 | Goodyear     | JJ Lehto         | Nq      | Nq      | 12e     | Abd     | Abd     | Abd     | Nq      | Nq      | Nc      | Nq      |         |         |         |         |         |         | 0               | Non classé |

Légende : ici

## Palmarès des pilotes d'Onyx-Monteverdi
| Pilotes          | Grands Prix disputés | Victoires | Podiums | Points inscrits | Pole positions | Meilleurs tours en course |
| ---------------- | -------------------- | --------- | ------- | --------------- | -------------- | ------------------------- |
| Stefan Johansson | 8                    | 0         | 1       | 6               | 0              | 0                         |
| Bertrand Gachot  | 5                    | 0         | 0       | 0               | 0              | 0                         |
| JJ Lehto         | 7                    | 0         | 0       | 0               | 0              | 0                         |
| Gregor Foitek    | 5                    | 0         | 0       | 0               | 0              | 0                         |